# Wertingen
Wertingen är en stad  i Landkreis Dillingen an der Donau i Regierungsbezirk Schwaben i förbundslandet Bayern i Tyskland.
Staden ingår i kommunalförbundet Wertingen tillsammans med kommunerna Binswangen, Laugna, Villenbach och Zusamaltheim.